# The Twelve Pins
The Twelve Pins är en bergskedja i republiken Irland.   Den ligger i grevskapet County Galway och provinsen Connacht, i den västra delen av landet, 240 km väster om huvudstaden Dublin.